# Rumos
A Rumos é uma empresa constituída em 1992 sob a forma de Sociedade Anónima.
A sua génese está na formação e certificação de profissionais nas áreas da informática e das tecnologias de informação. Apesar desta actividade continuar a ser core business da empresa, desde o início do milénio que a Rumos alargou a sua actividade aos serviços profissionais em tecnologias de informação, nomeadamente ao Outsourcing TI, Soluções de Cloud, Produtividade e Colaboração (com base em SharePoint, Office 365 SharePoint Online e Microsoft Azure), IT Service Management e à educação através de escolas profissionais.
Para além da sua operação em Portugal, tem ainda negócios em Madrid e Luanda.